# Horst Mahseli
Horst Mahseli (Beuthen, Németország, 1934. június 20. – Singen, Németország, 1999. december 3.) lengyel válogatott labdarúgó, csatár, később edző, a lengyel hadsereg tisztje.

## Pályafutása

### Klubcsapatokban
A Polonia Bytom ifjúsági csapataiban játszott 1948 és 1952 között. Az 1952-es szezonban a felnőtt csapat tagja lett, amely akkor az első ligában szerepelt. 1952. október 19-én debütált a csapatban a Wisła Kraków elleni mérkőzésen.
Az itt eltöltött három év alatt sikeresen szerepelt, 1954-ben a bajnokcsapat tagja volt. 1955-ben klubtársaival, Henryk Kempnyvel és Jan Bemmel a Legia Warszawához igazolt. Az új csapatban 1955. március 16-án játszotta az első mérkőzését. Tizenöt szezont töltött el itt. A klubbal három bajnoki címet nyert (1955, 1956, 1968–69), kétszer ezüstérmet (1960, 1967–68), egyszer pedig bronzérmet szerzett (1961). Négyszer lengyel kupagyőzelmet is ünnepelhetett. (1955, 1956, 1964, 1966).

### A válogatottban
1955 és 1958 között játszott a lengyel válogatottban, kilenc mérkőzésen lépett pályára. 1955. május 29-én debütált a Románia elleni 2–2-es döntetlen során. Utolsó mérkőzését 1958. május 25-én játszotta a Dán válogatott elleni meccsen.

## Statisztika

### A válogatottban
| Ország        | Év       | Pályára lépések | Gólok |
| ------------- | -------- | --------------- | ----- |
| Lengyelország | 1955     | 2               | 0     |
| Lengyelország | 1956     | 4               | 0     |
| Lengyelország | 1957     | 2               | 0     |
| Lengyelország | 1958     | 1               | 0     |
| Összesen      | Összesen | 9               | 0     |

## Fordítás
- Ez a szócikk részben vagy egészben  a   Horst Mahseli című lengyel Wikipédia-szócikk ezen változatának fordításán alapul.  Az eredeti cikk szerkesztőit annak laptörténete sorolja fel. Ez a jelzés csupán a megfogalmazás eredetét és a szerzői jogokat jelzi, nem szolgál a cikkben szereplő információk forrásmegjelöléseként.